# Rettendon
Rettendon ist eine Gemeinde in der City of Chelmsford in Essex, England. 

## Lage
Rettendon liegt etwa 8 km südöstlich von Chelmsford in der Nähe des Flusses Crouch und gehörte einst dem Bischof von Ely. Früher ging die A130 durch das Dorf. Der Ort besteht aus den Dörfern Rettendon Village, Rettendon Common und Battlesbridge. Ein Großteil des Gebietes um Rettendon wird landwirtschaftlich genutzt.

## Dreifachmord
Am 7. Dezember 1995 wurden drei Tote auf einem Feldweg bei Rettendon gefunden. Sie wurden als Teil der englischen Drogenszene identifiziert. Der Fall wurde in Büchern und Filmen aufgenommen.